# Oscularia lunata
Oscularia lunata är en isörtsväxtart som först beskrevs av Carl Ludwig von Willdenow, och fick sitt nu gällande namn av H.E.K. Hartmann. Oscularia lunata ingår i släktet Oscularia och familjen isörtsväxter. Inga underarter finns listade i Catalogue of Life.